# Ядерно-цитоплазматическое отношение
Ядерно-цитоплазматическое отношение (ЯЦО) — отношение между площадями цитоплазмы и ядра живой клетки, важная морфологическая характеристика, позволяющая оценить уровень метаболизма, выявить проявление компенсаторных реакций.

## Формула определения ЯЦО
ЯЦО = Sя/Sц
где:
Sя — площадь ядра клетки;
Sц — площадь цитоплазмы.

## Применение ЯЦО
Изменения размеров ядер и ядерно-цитоплазматического отношения могут служить индикатором воспалительных процессов, некоторых форм онкологических заболеваний.
Возрастание ЯЦО использовалось в ранней морфологической диагностике микоза стоп .